# 卢恰诺·弗洛里迪
卢恰诺·弗洛里迪（Luciano Floridi，罗马大学、华威大学哲学硕士和博士、牛津大学文学硕士）是意大利科技哲学和伦理学方面
最有影响的思想家之一。 他在怀疑论方面的研究很有成果并且是信息哲学和信息伦理的创始人。